# Красная Слобода (Солигорский район)
Кра́сная Слобода́ (бел. Чырвоная Слабада; ранее — Вызна) — посёлок в Солигорском районе Минской области Беларуси. Административный центр Краснослободского сельсовета.
Расположен на реке Вызенка (Вызнянка), левом притоке Морочи, в 30 км к западу от Солигорска. Соединён автодорогами с Лунинцем, Слуцком и Солигорском.
Население — 3 960 человек (на 1 января 2025 года).
В 2023 году Красная Слобода отмечает 480-летие.

## История
Впервые упоминается в XV веке как деревня Вызна Слуцкого княжества в составе Великого княжества Литовского, затем местечко. Принадлежало Олельковичам, с 1612 года — Радзивиллам.
В 1793 году после второго раздела Речи Посполитой вошла в состав Слуцкого уезда Минской губернии и стала принадлежать Витгенштейнам линии Гогенлоэ. В 1866 году образована Вызнянская волость. Существование православной приходской деревянной Николаевской церкви относится к отдалённым временам и поэтому время построения неизвестно, имеется упоминание о существовании Вызненской церкви в 1-й половине XVII века, которая сгорела в 1877 году от удара молнии. Вновь отстроенная в 1886 году деревянная церковь-муравьёвка была разрушена в 1936 году. В XVIII веке здесь появилась католическая капелла. В конце ХІХ — начале XX веков в Вызне имелись 2 синагоги, больница и 5 лавок.
В 1923 году переименовано в Красную Слободу. В 1924—1959 годах — центр одноимённого района. С 1938 года — городской посёлок. С 1959 года — в составе Старобинского района, с 1962 года — в Любанском, а с 1965 года — в Солигорском районе.

## Население
Численность населения — 3 960 человек (на 1 января 2025 года).
| Численность населения: |
| График не отображается по техническим причинам. Чтобы исправить это, воспроизведите график в новом формате, если это возможно. |

| 1939 | 1959   | 1970   | 1979   | 1989   | 2006   | 2008 | 2009 | 2018   | 2019  | 2020  | 2021  | 2022  | 2023  | 2024  | 2025   |
| ---- | ------ | ------ | ------ | ------ | ------ | ---- | ---- | ------ | ----- | ----- | ----- | ----- | ----- | ----- | ------ |
| 3056 | ▲ 3809 | ▲ 3906 | ▲ 4579 | ▲ 4900 | ▼ 4457 | 4700 | 4304 | ▼ 3879 | ▲4156 | ▲4300 | ▼4097 | ▼3981 | ▼3926 | ▲3969 | ▼3 960 |

В 1939 году в посёлке проживало 3056 человек: 2261 белорус (74 %), 648 евреев (21,2 %), 82 русских (2,7 %), а также представители других национальностей.

## Экономика
Предприятия пищевой, лесной и деревообрабатывающей промышленности.

### Рыболовные предприятия
Около Красной Слободы находятся рыбоводческие хозяйства, где выращиваются лещи, щуки, карпы.

## Культура
- Дом культуры
- Библиотека-филиал Краснослободская горпоселковая библиотека

## События и мероприятия
- 9 сентября 2023 года Красная Слобода отмечает 480-летие[5].

## Достопримечательность
- Братская могила[22]

## Известные лица
- Чадович Николай Трофимович (1948—2011) — белорусский советский писатель-фантаст.